# Saulius Račys
Saulius Račys (Lituania, 9 de noviembre de 1983) es un árbitro internacional de baloncesto. Habitual en el panel de EuroLeague Basketball —Euroliga y EuroCup—, también actúa en la Lietuvos krepšinio lyga (LKL). Reside entre Suecia y Lituania y figura en el listado oficial de árbitros de la Euroliga.

## Trayectoria
Formado en el arbitraje lituano, a los 19 años se trasladó a Suecia, donde continuó su carrera hasta alcanzar la licencia internacional y el panel de EuroLeague Basketball. En septiembre de 2021 la LKL anunció su incorporación estable a la liga, compatibilizando sus designaciones en Euroliga y EuroCup con la competición doméstica.

## Euroliga y EuroCup
- Euroliga: 2019–20 – presente (actas y listado oficial).[8]
- EuroCup: 2018–19 – presente (primeras designaciones documentadas).[9][10]

Partidos destacados (selección)
- Euroliga Playoffs 2024–25 (G3): Barcelona – Monaco (30/04/2025, Palau Blaugrana). Árbitros: Saša Pukl, Carmelo Paternicò, Saulius Račys.[11]
- Euroliga RS 2024–25: Panathinaikos – EA7 Milan (16/12/2024). Previa con terna confirmada: Juan Carlos García, Saulius Račys, Eduard Udyanskyy.[12]
- Euroliga RS 2021–22: Bayern – Barcelona (07/10/2021, Audi Dome).[13]
- EuroCup 2018–19 (RS): Lokomotiv Kuban – ALBA Berlin (31/10/2018). Árbitros: Ioannis Foufis, Sašo Petek, Saulius Račys.[14]

## Actividad en LKL
Desde 2021 integra la plantilla arbitral de la LKL; en 2024–25 figura con 3 temporadas acumuladas y residencia compartida Estocolmo/Kaunas.

## Otros (FIBA/ELW)
Con anterioridad, Račys aparece en actas de competiciones EuroLeague Women (2014–15), ya como árbitro afiliado en Suecia.

## Reconocimientos
- Top-3 del ránking de árbitros lituanos 2024–25 según BasketNews (3.º tras Gytis Vilius y Artūras Šukys).[19]